# 真魴鮄
真魴鮄，為輻鰭魚綱鮋形目牛尾魚亞目角魚科的其中一種，分布於東大西洋區，從挪威至摩洛哥海域，包括地中海、黑海，棲息深度10-340公尺，體長可達60公分，為底棲性魚類，生活在岩石底質海域，屬肉食性，以甲殼類、魚類為食，可做為食用魚。
魴鮄的叫声有时像猪叫，有时像呻吟，有时像鼾声。